# Singoli più venduti in Francia
Questa è la lista dei singoli più venduti in Francia. La fonte dei dati riportati è SNEP. La prima versione della lista è stata resa pubblica in una trasmissione nazionale in prima serata su M6 il 6 febbraio 2004. Da allora è stata aggiornata per includere diversi brani come Un Monde parfait. La lista include i singoli che hanno venduto almeno un milione di copie.
| n° | Artista                                            | Singolo                                            | Anno | Vendite   |
| -- | -------------------------------------------------- | -------------------------------------------------- | ---- | --------- |
| 1  | Tino Rossi                                         | Petit Papa Noël                                    | 1946 | 5 772 900 |
| 2  | J.J. Lionel                                        | La Danse Des Canards                               | 1981 | 3 150 000 |
| 3  | Daniel Lavoie, Garou & Patrick Fiori               | Belle                                              | 1998 | 2 221 000 |
| 4  | Elton John                                         | Something About.../ Candle In The Wind 97          | 1997 | 2 029 000 |
| 5  | John Travolta & Olivia Newton-John                 | You're the One That I Want                         | 1978 | 1 800 900 |
| 6  | Las Ketchup                                        | The Ketchup Song (Asereje)                         | 2002 | 1 752 100 |
| 7  | Kaoma                                              | Lambada                                            | 1989 | 1 735 000 |
| 8  | Chanteurs Sans Frontiere                           | Ethiopie                                           | 1985 | 1 724 000 |
| 9  | Christophe                                         | Aline                                              | 1965 | 1 650 000 |
| 10 | Les Forbans                                        | Chante                                             | 1982 | 1 640 000 |
| 11 | Lou Bega                                           | Mambo No. 5 (A Little Bit of ...)                  | 1999 | 1 604 400 |
| 12 | Star Academy 1                                     | La Musique (Angelica)                              | 2001 | 1 524 300 |
| 13 | Philippe D'Avilla - Damien Sargue - Grégori Baquet | Les Rois Du Monde                                  | 2000 | 1 512 900 |
| 14 | Yannick                                            | Ces Soirées Là                                     | 2000 | 1 511 100 |
| 15 | Ilona Mitrecey                                     | Un Monde Parfait                                   | 2005 | 1 502 200 |
| 16 | Herbert Leonard                                    | Pour Le Plaisir                                    | 1981 | 1 500 000 |
| 17 | Village People                                     | Y.M.C.A.                                           | 1978 | 1 450 000 |
| 18 | Laurent Voulzy                                     | Rockcollection                                     | 1977 | 1 420 000 |
| 19 | Wes                                                | Alane                                              | 1997 | 1 418 000 |
| 20 | Manau                                              | La Tribu De Dana                                   | 1998 | 1 415 000 |
| 21 | Patrick Hernandez                                  | Born to Be Alive                                   | 1979 | 1 412 300 |
| 22 | Ricky Martin                                       | (Un, dos, tres) María                              | 1997 | 1 400 000 |
| 23 | Marie Myriam                                       | L'oiseau Et L'enfant                               | 1977 | 1 395 000 |
| 24 | Peter & Sloane                                     | Besoin De Rien, Envie De Toi                       | 1984 | 1 380 000 |
| 25 | Irene Cara                                         | Flashdance... What a Feeling                       | 1983 | 1 365 000 |
| 26 | Noam                                               | Goldorak                                           | 1978 | 1 353 000 |
| 27 | Michel Sardou                                      | Dix Ans Plus Tôt                                   | 1977 | 1 326 000 |
| 28 | Chantal Goya                                       | Voulez-Vous Danser Grand-Mère / Allons Chanter Ave | 1978 | 1 312 000 |
| 29 | Daniel Levi                                        | L'envie D'aimer                                    | 2000 | 1 312 000 |
| 30 | Barbra Streisand                                   | Woman in Love                                      | 1980 | 1 298 400 |
| 31 | Crazy Frog                                         | Axel F.                                            | 2005 | 1 298 200 |
| 32 | Chagrin d'amour                                    | Chacun Fait Ce Qu'il Lui Plait                     | 1981 | 1 290 000 |
| 33 | Alizée                                             | Moi...Lolita                                       | 2000 | 1 280 400 |
| 34 | Bratisla Boys                                      | Stach Stach                                        | 2002 | 1 247 200 |
| 35 | Michael Jackson                                    | Beat It                                            | 1983 | 1 234 600 |
| 36 | Florent Pagny                                      | Savoir Aimer                                       | 1997 | 1 234 000 |
| 37 | Richard Sanderson                                  | Reality                                            | 1980 | 1 225 000 |
| 38 | Ottawan                                            | T'es Ok                                            | 1980 | 1 222 000 |
| 39 | License IV                                         | Viens Boire Un P'tit Coup A La Maison              | 1986 | 1 220 000 |
| 40 | Michel Sardou                                      | En Chantant                                        | 1978 | 1 219 000 |
| 41 | AQUA                                               | Barbie Girl                                        | 1997 | 1 215 000 |
| 42 | Buggles                                            | Video Killed the Radio Star                        | 1979 | 1 212 300 |
| 43 | Les Shorts                                         | Comment Ca Va                                      | 1983 | 1 210 000 |
| 44 | Larusso                                            | Tu M'oublieras                                     | 1998 | 1 209 000 |
| 45 | Rose Laurens                                       | Africa                                             | 1982 | 1 205 000 |
| 46 | Titi & Sylvestre                                   | Titi A La Neige                                    | 1974 | 1 203 000 |
| 47 | La Bande à Basile                                  | La Chenille                                        | 1979 | 1 200 000 |
| 48 | Stone & Eric Charden                               | L'avventura                                        | 1971 | 1 200 000 |
| 49 | Céline Dion                                        | My Heart Will Go On / The Reason                   | 1998 | 1 197 000 |
| 50 | Kim Carnes                                         | Bette Davis Eyes                                   | 1981 | 1 190 000 |
| 51 | Patrick Green & Olivier Lejeune                    | Pot Pour Rire Mr Le Président                      | 1974 | 1 185 000 |
| 52 | USA for Africa                                     | We Are the World                                   | 1985 | 1 181 300 |
| 53 | Images                                             | Les Démons De Minuit                               | 1986 | 1 175 000 |
| 54 | Umberto Tozzi                                      | Ti Amo                                             | 1977 | 1 167 800 |
| 55 | L 5                                                | Toutes Les Femmes De Ta Vie                        | 2001 | 1 166 600 |
| 56 | Michael Jackson                                    | Billie Jean                                        | 1983 | 1 163 100 |
| 57 | Ray Parker Jr.                                     | Ghostbusters                                       | 1984 | 1 160 000 |
| 58 | Ulysse 31                                          | Ulysse                                             | 1981 | 1 155 000 |
| 59 | Début de Soirée                                    | Nuit De Folie                                      | 1988 | 1 150 000 |
| 60 | Jean-Luc Lahaye                                    | Femme Que J'aime                                   | 1982 | 1 145 200 |
| 61 | Jean-Jacques Goldman & Mickael Jones               | Je Te Donne                                        | 1985 | 1 143 000 |
| 62 | O-Zone                                             | Dragostea Din Tei                                  | 2004 | 1 139 500 |
| 63 | Scorpions                                          | Still Loving You                                   | 1984 | 1 126 800 |
| 64 | Pierre Bachelet                                    | Les Corons                                         | 1982 | 1 125 000 |
| 65 | Jeanette                                           | Porque Te Vas                                      | 1976 | 1 111 600 |
| 66 | Bonnie Tyler                                       | It's a Heartache                                   | 1977 | 1 107 000 |
| 67 | Pierre Bachelet                                    | Elle Est D'ailleurs                                | 1980 | 1 106 000 |
| 68 | Pop Concerto Orchestra                             | Eden Is A Magic World                              | 1982 | 1 105 000 |
| 69 | Philippe Lavil                                     | Il Tape Sur Des Bambous                            | 1982 | 1 104 000 |
| 70 | Daniel Balavoine                                   | L'aziza                                            | 1985 | 1 090 000 |
| 71 | Kim Wilde                                          | Cambodia                                           | 1982 | 1 080 000 |
| 72 | Michel Sardou                                      | Les Lacs Du Connemara                              | 1981 | 1 075 300 |
| 73 | Boney M.                                           | Rivers of Babylon                                  | 1978 | 1 070 000 |
| 74 | Imagination                                        | Just an Illusion                                   | 1982 | 1 060 000 |
| 75 | Nikka Costa                                        | On My Own (Out Here)                               | 1981 | 1 055 000 |
| 76 | Boney M.                                           | Daddy Cool                                         | 1976 | 1 050 200 |
| 77 | Culture Club                                       | Do You Really Want to Hurt Me                      | 1982 | 1 040 000 |
| 78 | Jairo                                              | Les Jardins Du Ciel                                | 1980 | 1 039 000 |
| 79 | Michael Jackson                                    | Thriller                                           | 1983 | 1 035 400 |
| 80 | Dorothée                                           | Hou ! La Menteuse                                  | 1982 | 1 033 300 |
| 81 | Stephanie                                          | Ouragan                                            | 1986 | 1 030 000 |
| 82 | Vanessa Paradis                                    | Joe le taxi                                        | 1987 | 1 025 000 |
| 83 | Ricchi e Poveri                                    | Sarà perché ti amo                                 | 1981 | 1 022 000 |
| 84 | Annie Cordy                                        | La Bonne Du Curé                                   | 1975 | 1 020 000 |
| 85 | Jermaine Jackson& Pia Zadora                       | When the Rain Begins to Fall                       | 1984 | 1 018 900 |
| 86 | Eiffel 65                                          | Blue (Da Ba Dee)                                   | 1999 | 1 017 100 |
| 87 | Michel Sardou                                      | La Maladie D'amour                                 | 1973 | 1 015 000 |
| 88 | Gala                                               | Freed from Desire                                  | 1996 | 1 013 000 |
| 89 | Ennio Morricone                                    | L'homme A L'harmonica                              | 1969 | 1 010 000 |
| 90 | Hervé Vilard                                       | Nous                                               | 1978 | 1 010 000 |
| 91 | DJ BoBo                                            | Chihuahua                                          | 2003 | 1 009 200 |
| 92 | Claude François                                    | Le Téléphone Pleure                                | 1974 | 1 007 000 |
| 93 | François Feldman                                   | Les Valses De Vienne                               | 1989 | 1 006 000 |
| 94 | Break Machine                                      | Street Dance                                       | 1984 | 1 000 000 |
| 95 | F.R. David                                         | Words (Don't Come Easy)                            | 1982 | 1 000 000 |
| 96 | Shakira                                            | Whenever, Wherever                                 | 2002 | 1.000.000 |